# Europastraße 201
Die Europastraße 201 (kurz: E 201) ist eine Europastraße des Zwischennetzes in Irland.

## Verlauf
Die Europastraße 201 beginnt im Süden an der Europastraße 30 in Cork und endet im Norden an der Europastraße 20 in Port Laoise. Sie entspricht der irischen Nationalstraße N8 und der Autobahn M8 motorway.